# Vicente Ridaura
Vicente Juan Ridaura Sebastián (* 22. August 1963 in Valencia) ist ein ehemaliger spanischer Radrennfahrer und nationaler Meister im Radsport.

## Sportliche Laufbahn
Ridaura war im Straßenradsport aktiv. Als Amateur gewann er 1983 die nationale Meisterschaft im Mannschaftszeitfahren. Von 1985 bis 1993 war er Berufsfahrer. 1986 siegte er im Eintagesrennen Memorial Manuel Galera, 1989 im Etappenrennen Volta a Galiza mit einem Etappensieg. 1991 belegte er in der Portugal-Rundfahrt beim Sieg von Jorge Silva den dritten Platz und gewann eine Etappe. 1992 gewann Ridaura eine weitere Etappe. 1986 gewann er eine Etappe in der Vuelta a Castilla y Leon, 1992 eine Etappe im Grande Prémio O Jogo sowie in der Volta ao Alentejo. Ridaura bestritt alle Grand Tours.
| Grand Tour            | 1986 | 1987 | 1988 | 1989 | 1990 | 1991 | 1992 | 1993 |
| --------------------- | ---- | ---- | ---- | ---- | ---- | ---- | ---- | ---- |
| Vuelta a EspañaVuelta | –    | DNF  | 24   | DNF  | –    | DNF  | –    | –    |
| Giro d’ItaliaGiro     | –    | –    | –    | –    | 72   | –    | –    | 102  |
| Tour de FranceTour    | 87   | –    | 107  | –    | 63   | –    | –    | –    |